# Федеральный закон «О Федеральной службе безопасности»
Федеральный закон от 3 апреля 1995 года № 40-ФЗ «О федеральной службе безопасности» — федеральный закон Российской Федерации, вступивший в силу с 10 апреля 1995 года, и заменивший Закон Российской Федерации от 8 июля 1992 года № 3246/1-I «О федеральных органах государственной безопасности», введённый Постановлением Верховного Совета Российской Федерации № 3246/2-I.

## Предыстория
21 декабря 1993 года Президент России Б. Н. Ельцин подписал указ «Об упразднении Министерства безопасности Российской Федерации и о создании Федеральной службы контрразведки Российской Федерации». В состав ФСК России вошли практически все подразделения упразднённого Министерства безопасности, за исключением пограничных войск, выделенных в самостоятельную Федеральную пограничную службу Российской Федерации — главное командование Пограничных войск Российской Федерации.

## Принятие
Законопроект был принят депутатами Государственной Думы 22 февраля 1995 года. 3 апреля 1995 года президент РФ Борис Ельцин подписал Федеральный закон «Об органах федеральной службы безопасности в Российской Федерации», вступивший в силу в момент его опубликования в Собрании законодательства РФ № 15 — 10 апреля 1995 года.
Статьёй 8 Федерального закона от 30 июня 2003 года № 86-ФЗ в Федеральный закон «Об органах федеральной службы безопасности в Российской Федерации» вносятся изменения, в соответствии с которыми он получает наименование «О федеральной службе безопасности».

## Содержание
В настоящее время закон содержит 6 глав и 38 статей.
В соответствии со главой второй Федерального закона, основными направлениями деятельности органов Федеральной службы безопасности являются:
- контрразведывательная деятельность;
- борьба с терроризмом;
- борьба с преступностью;
- разведывательная деятельность;
- пограничная деятельность;
- обеспечение информационной безопасности;

Права и обязанности Федеральной службы безопасности Российской Федерации установлены статьями 12 и 13 федерального закона «О федеральной службе безопасности» № 40-ФЗ.

## Реализация
В соответствии с Федеральным законом и указом Президента Российской Федерации от 23 июня 1995 года № 633, с 12 апреля 1995, ФСК была переименована в Федеральную службу безопасности Российской Федерации, при этом не проводилось организационно-штатных мероприятий, сотрудники службы (включая директора и его заместителей) оставались на своих должностях без переназначений и переаттестаций.

## Поправки
За время существования закона в него было внесено 32 поправки, одна из которых является частью так называемого пакета Яровой.